# ボルボ建設機械
ボルボ建設機械（Volvo Construction Equipment ）は、スウェーデンを本拠地とするボルボグループの8部門中の建設機械を製造する部門である。日本においてはボルボ・トラックス、ボルボ・ペンタの各事業部門とともに国内のボルボグループ事業を総括して日本ボルボが事業を展開していたが日産ディーゼル工業に吸収合併され、さらに社名変更や合併を経て現在はUDトラックス（旧ボルボグループジャパン）が事業を展開している。

## 製品
- アーティキュレートダンプトラック
  - A25D
  - A25D 4x4
  - A30D
  - A35D
  - A40D
- ホイールローダ
  - L60F
  - L60E
  - L70F
  - L70E
  - L90F
  - L90E
  - L110E
  - L120E
  - L150E
  - L180E
  - L220E
  - L350F
- モーターグレーダー　　チャンピオンを買収
- アスファルトフィニッシャー　IRよりABGを買収
- 油圧ショベル　AKERMANを買収